# Dauergeschwindigkeit
Die Dauergeschwindigkeit ist die größte Geschwindigkeit, die eine Person bzw. ein Fahrzeug über längere Zeit bzw. dauerhaft beibehalten kann. Eine Überschreitung dieser Geschwindigkeit ist nur kurzfristig ohne Beeinträchtigungen möglich.
In Ausdauersportarten spielt die Einhaltung der optimalen Dauergeschwindigkeit eine wichtige Rolle. Im Radsport trainiert eine Mannschaft die genaue Einhaltung der Dauergeschwindigkeit.